# Фијат стило
Фијат стило (итал. Fiat Stilo) је аутомобил који је производила италијанска фабрика аутомобила Фијат. Производио се од 2001. до 2007, а у Бразилу до 2010. године.

## Историјат
Представљен је на сајму аутомобил у Женеви 2001. године, као модел који мења тандем браво/брава. Стило се производио у три верзије – хечбек са троја и петора врата, и као multi wagon, то јест караван, који се појавио годину дана касније. Са троја врата замишљен је као аутомобил за младе којима не треба превише простора на задњој клупи – спортска варијанта са крућим вешањем и са петоро врата, варијанта која треба да представља неку врсту породичне лимузине, са више места у кабини, па чак и полицама на задњим седиштима. Верзија са троја врата је краћа, али и шира и нижа од остала два модела. Караван је већи од стандардне верзије по дужини и по висини. Фијат је уградио у караван и једну корисну функцију, преузету од СУВ сегмента, могуће је отворити само горњи, стаклени део петих врата.
2004. године ради се први редизајн на моделу са пет врата на којем се мења задњи крај. Укупно је доживео три редизајна у току производње. Стило је на европским тестовима судара 2005. године, добио четири од максималних пет звездица за безбедност.
Стило је на крају продаје ипак разочарао. Обимна рекламна кампања користећи звезде формуле 1 Михаела Шумахера и Рубенса Барикелу мало је помогла продају аутомобила. У октобру 2013. године, магазин Економист сврстао је стила једним од највећих европских губитника у производњи аутомобила. 2007. године престаје производња када га мења нови Фијат браво.

## Мотори
| Модел            | Запремина | Цилиндри/ вентили | Снага           | Година производње | Напомена |
| Бензин           | Бензин    | Бензин            | Бензин          | Бензин            | Бензин   |
| ---------------- | --------- | ----------------- | --------------- | ----------------- | -------- |
| 1.2              | 1242 cm³  | 4/16              | 59 kW / 80 КС   | 2002–2004         |          |
| 1.4              | 1368 cm³  | 4/16              | 66 kW / 90 КС   | 2004–2007         |          |
| 1.4              | 1368 cm³  | 4/16              | 70 kW / 95 КС   | 2004–2005         |          |
| 1.6              | 1596 cm³  | 4/16              | 76 kW / 103 КС  | 2001–2004         |          |
| 1.6              | 1598 cm³  | 4/16              | 77 kW / 105 КС  | 2004–2007         |          |
| 1.8              | 1747 cm³  | 4/16              | 98 kW / 133 КС  | 2001–2006         |          |
| 2.4              | 2446 cm³  | 5/20              | 125 kW / 170 КС | 2001–2006         |          |
| Дизел            |           |                   |                 |                   |          |
| 1.9 JTD          | 1910 cm³  | 4/8               | 59 kW / 80 КС   | 2002–2005         |          |
| 1.9 JTD          | 1910 cm³  | 4/8               | 74 kW / 101 КС  | 2004–2006         |          |
| 1.9 JTD          | 1910 cm³  | 4/8               | 85 kW / 115 КС  | 2001–2004         |          |
| 1.9 JTD Multijet | 1910 cm³  | 4/8               | 88 kW / 120 КС  | 2004–2007         |          |
| 1.9 JTD Multijet | 1910 cm³  | 4/16              | 103 kW / 140 КС | 2004–2005         |          |
| 1.9 JTD Multijet | 1910 cm³  | 4/16              | 110 kW / 150 КС | 2005–2007         |          |

## Галерија
- Стило са 5 врата
- Стило са 3 врата
- Стило са 3 врата
- Караван